# Matty Mullins
Matty Mullins (nacido el 3 de julio de 1988) es un vocalista, músico y compositor estadounidense conocido por ser el vocalista principal de la banda de metalcore estadounidense Memphis May Fire y vocalista principal de gira de la banda alternativa Anberlin.

## Primeros años y carrera
Matty Mullins nació el 3 de julio de 1988 en Spokane, Washington. Su padre era pastor. Creció en una familia cristiana conservadora y solo podía asistir a conciertos de bandas de rock cristiano. Mullins se graduó de la escuela secundaria Shadle Park. A los 18 años se casó con Brittany Mullins. Actualmente reside en Nashville, Tennessee.
Antes de unirse a Memphis May Fire a través de una audición abierta en 2008, Mullins tocó en varios grupos musicales locales de Spokane. Trabajó en el EP Between the Lies y en los álbumes Sleepwalking (2009), The Hollow (2011), Challenger (2012), Unconditional (2014), This Light I Hold (2016), Broken (2018), Remade in Misery (2022) y Shapeshifter (2025).
Participa como vocalista invitado en varios grupos como Woe, Is Me, Hands Like Houses, Sleeping with Sirens, For Today, Spoken, Nowhere To Be Found y Yellowcard. En 2013, se anunció que Mullins comenzó un proyecto en solitario. Su álbum en solitario estaba programado para lanzarse el 23 de septiembre de 2014 a través de Rise Records. Debutó en el puesto 66 de la lista Billboard 200 en Estados Unidos la semana del 11 de octubre de 2014.
El 10 de octubre de 2023, Stephen Christian, vocalista de Anberlin, anunció que dejaría de hacer giras. Mullins fue elegido como el nuevo vocalista principal de Anberlin, y el 14 de junio de 2024, la banda anunció su álbum Vega, que incluye dos canciones con Mullins como vocalista principal: "Walk Alone" y "Seven". "Walk Alone" se lanzó el 21 de junio de 2024 con un video musical, donde Mullins aparentemente asumió el rol de vocalista principal de la banda.

## Influencias musicales
Declaró estar influenciado por bandas como Every Time I Die, Architects, Bring Me the Horizon y Asking Alexandria.
Mullins es el compositor principal de Memphis May Fire. Sus letras suelen abordar experiencias personales, tanto como persona como músico, y su fe cristiana.
Mullins escribió "Prove Me Right" sobre el antiguo sello discográfico de la banda, Trustkill Records, y es una crítica a la industria musical más joven.

## Vida personal
En 2016, Mullins lanzó una marca de cuidado personal masculino: On Point Pomade. Participa activamente en Beneath the Skin, la organización sin fines de lucro de mentoría entre pares de su esposa Brittany.

## Discografía
Con Memphis May Fire
- Sleepwalking (2009)
- The Hollow (2011)
- Challenger (2012)
- Unconditional (2014)
- This Light I Hold (2016)
- Broken (2018)
- Remade in Misery (2022)
- Shapeshifter (2025)

Con Anberlin
- Vega (2024)

En solitario
- Matt Mullins (2014)
- Unstoppable  (2017)

Apariciones como invitado
- "The Architect" de Fit for a King (Descendants, 2011)
- "Watchmaker" de Hands Like Houses (Ground Dweller, 2012)
- "The Walking Dead" de Woe, Is Me (Genesi[s], 2012)
- "Congratulations" de Sleeping with Sirens (Feel, 2013)
- "The Deepest Well" de Yellowcard (Lift a Sail, 2014)
- "Breathe Again" de Spoken (Breathe Again, 2015)
- "Drag Me Down" (cover de One Direction) de Our Last Night (2015)
- "Say Something" (cover de Justin Timberlake) de Danny Worsnop (2020)
- "Until We Break" de From Ashes to New (Blackout, 2023)